# Elias Phisoana Ramaema
Elias Phisoana Ramaema (Mapoteng, 10 november 1933 – Maseru, 11 december 2015) was een staatsman en militair uit Lesotho.

## Loopbaan
Kolonel Elias Ramaema maakte deel uit van de Militaire Raad die na de staatsgreep van generaal-majoor Justin Metsing Lekhanya in januari 1986 werd ingesteld. Generaal-majoor Lekanya werd de voorzitter van de Militaire Raad en daarmee kwam alle uitvoerende macht in zijn handen te liggen. 
Begin jaren 90 liepen de spanningen tussen Lekhanya en koning Moshoeshoe II van Lesotho hoog op, waarna de koning naar het buitenland vluchtte en werd onttroond. Zijn opvolger, koning Letsie III van Lesotho, bleek al evenmin op goede voet te staan met Lekhanya. Op 2 mei 1991 maakte kolonel Ramaema een einde aan de dictatuur van Lekhanya en nam hij zelf het voorzitterschap van de Militaire Raad op zich. Later werd hij bevorderd tot generaal-majoor. In 1992 stond hij de terugkeer van Moshoeshoe als 'burger' toe. Ramaema maakte een begin van het herstel van de democratie in het koninkrijk Lesotho. In maart 1993 hield het land parlementsverkiezingen en daarbij werd de Basotho Congress Party (Basotho Congrespartij) van Ntsu Mokhehle de grootste partij. In april 1993 werd Mokhehle premier en kwam er een einde aan de militaire dictatuur in Lesotho.
In 1999 stond Ramaema terecht. Hij overleed in december 2015 op 82-jarige leeftijd.